# Prode Cavaliere
Il Prode Cavaliere (Mighty Knight) è un personaggio fumettistico appartenente all'universo Disney, creato da Del Connell e apparso alla fine degli anni '70 negli Stati Uniti d'America in brevi storie autoconclusive.
Il personaggio medievale, ambientato verosimilmente nell'età comunale e disegnato con le fattezze e i modi di Pippo, è un paladino della giustizia, impegnato a salvare i contadini del proprio villaggio contro i soprusi di signorotti e malfattori, che spesso fanno uso di macchine futuristiche. Vive in un casolare di campagna e indossa una corazza di tipo medioevale, un mantello e un elmo con banderuola. Ha un discutibile destriero volante chiamato Messer Ronzino (Sir Hay Burner), uno scudiero di nome Ciccio (identico al futuro fattore di Nonna Papera) e una spada che all'occorrenza si trasforma in vari utensili, quali un apriscatole, una scala a pioli, un braccio telescopico o un mezzo di locomozione.
Le storie del Prode Cavaliere, che in un'occasione viene chiamato "Ser Pippotte", si diradarono a metà anni 1980, fino a sparire del tutto.